# Манджю

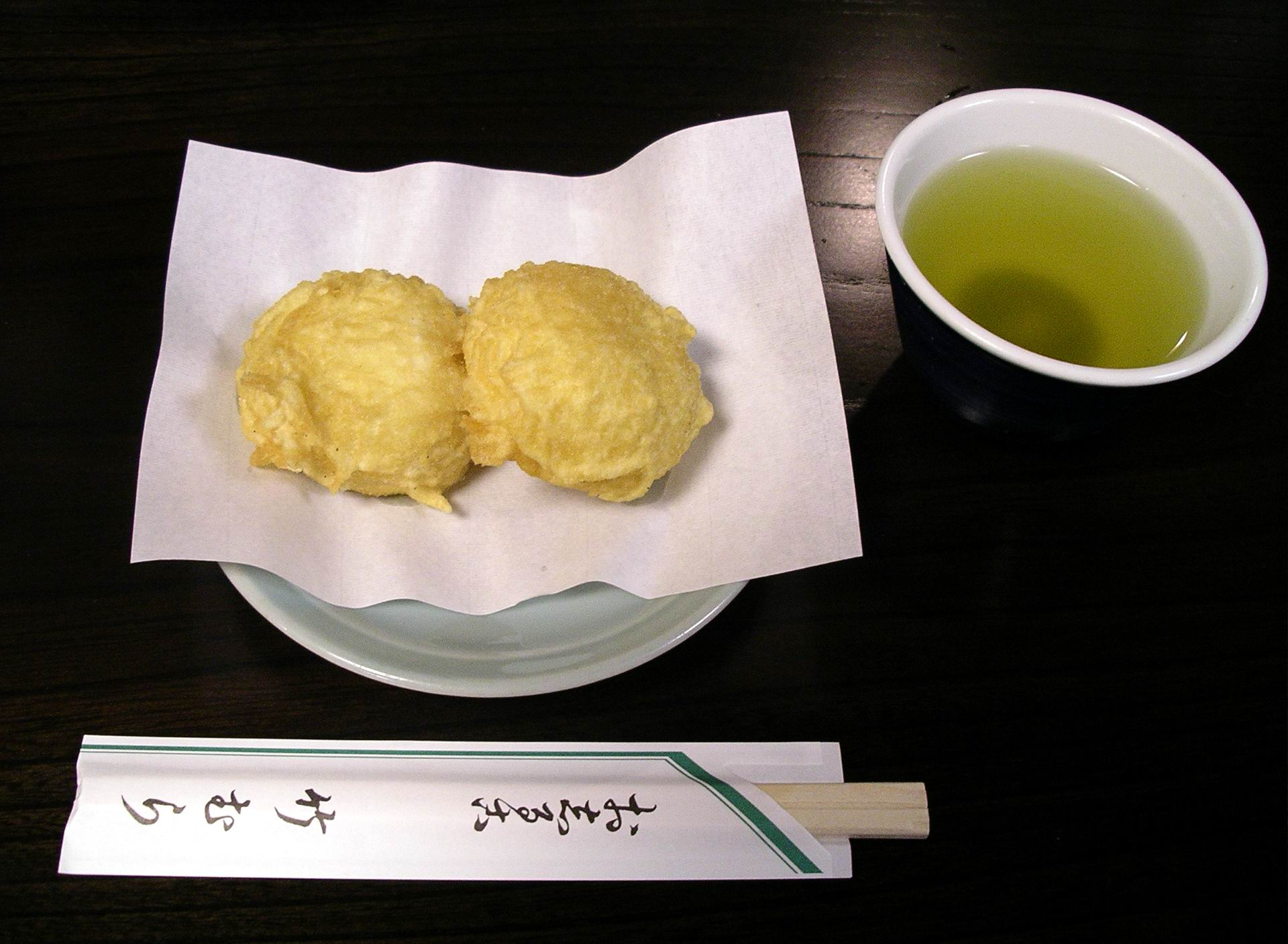
Манджю приготоване у фритюрі (аґе манджю (揚げ饅頭))

Манджю або Манджу (яп. 饅頭, манджю:) — вид ваґаші, зазвичай пиріжок із пшеничного, гречаного або рисового борошна з начинкою з анко із цукром. Запікається у формі. Існує декілька варіацій із різними видами тіста й начинки.

## Історія
Манджю виникло з різновиду мочі, рисового коржа, який з'явився ще в стародавньому Китаї і називався по-китайськи маньтоу. Японці читають такі ж ієрогліфи «манджю». В 1341 році японський посол повернувся з Китаю і привіз з собою рецепт манджю. Потім він почав продавати їх під назвою «нара-манджю». З тих пір дешеві манджю стали дуже популярні серед японців і їх можна знайти в багатьох магазинах солодощів.

## Види
У манджю є багато різновидностей, серед яких є і більше і менше поширені.
- Матча манджю — один із найпопулярніших видів. В тісто додається порошок зеленого чаю, який надає солодощам зелений колір.
- Мідзу манджю (яп. 水饅頭, водяний манджю) — цей вид зазвичай їдять влітку. Начинка — паста бобів адзукі. Напівпрозоре тісто робиться з кудзу[1].
- Існують і інші начинки для манджю, наприклад апельсинова.
- В регіональній кухні є власні різновиди манджю, наприклад, у Хірошімі подають манджю у вигляді кленового листка.